# فسیجان
فَسیجان، روستایی از توابع بخش مرکزی شهرستان بهار در استان همدان ایران است.
روستای فسیجان (پسیجان) در ۳۷ کیلومتری غرب همدان و ۱۰ کیلومتری شهر بهار و در مجاورت کوه کرکسین و در منطقه‌ای کوهستانی قرار گرفته و به همین دلیل دارای آب و هوایی خنک و مطبوع است.
زبان مردم روستا گورانی است و اصلیت اهالی از طوایف گوران مانند عبدالملکی و جمور میباشد.
وهمچنین دارای یه طایفه ترک زبان می باشد که جمعیت نسبت به بقیه بسیار کمتر است حدودا ۸۰ به ۲۰

## جمعیت
این روستا در دهستان سیمینه رود قرار دارد و براساس سرشماری مرکز آمار ایران در سال ۱۳۹۵، جمعیت آن ۵۰۰ نفر (۱۴۹خانوار) بوده‌است.
شغل سکنه اغلب دام‌داری همراه با زراعت گندم و جو بوده‌است. در کنار مشاغل یادشده باغ‌های گردو، بادام، سنجد و برخی درختان میوه‌ای نیز وجود دارد.

## پیشینه
از دوران باستان که شاید هیچ سکنه‌ای در این نواحی حضور نداشت راه ارتباطی معروف به راه شاهی بین هگمتانه و شوش از این مسیر می‌گذشته‌است.
در این روستا خانه‌ای تاریخی با مصالح آجر و کاهگل دیده می‌شود که بازسازی و مرمت شده و در ایام سال میزبان مسافران و گردشگران است. این خانه دارای ۲ طبقه و چهار اتاق ۲۰ متری در طبقه بالا است و در طبقه پایین این خانه تنورخانه و سفره‌خانه‌ای با تخت‌های سنتی قرار دارد